# Pierre l'Ibère
Pour les articles homonymes, voir Pierre.
Pierre l'Ibère (en géorgien : პეტრე იბერი) (entre 409 et 411 - 491) est un moine d'origine ibère du Caucase.

## Biographie
Fils de prince né au début du Ve siècle, otage à Constantinople en 424, enfui en Palestine, à Jérusalem d'abord où il fonda le premier monastère ibère (situé près de la Tour de David mais non identifié par l'archéologie). Vers 440 il se joignit à des moines ermites entre Gaza et Maiouma. En 451, à la suite du concile de Chalcédoine qu'il refusa d'accepter, comme la plupart des moines de Palestine sous Juvénal, il fut nommé évêque de Gaza et, poursuivi par la police impériale, partit pour l'Égypte. Après quelques années, il revint sur la côte palestinienne et se fixa finalement à Jamnia sur une propriété d'Eudocie. Il mourut le 1er décembre 491. Un moine de son monastère de Maiouma, Théodore d'Ascalon, ramena aussitôt son corps au monastère et l'ensevelit dans l'église.

### La vie de Pierre l’Ibère

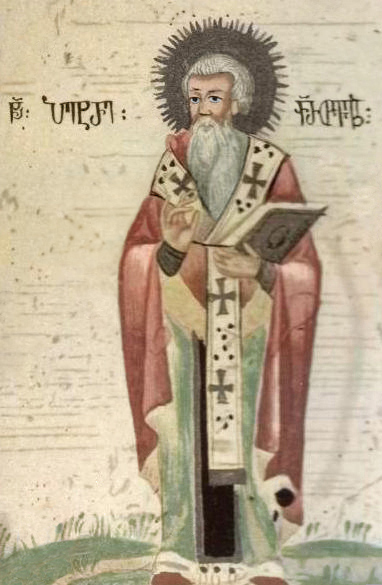
Représentation géorgienne de Pierre l'Ibère

La vie de Pierre l’Ibère dont le nom géorgien était Nabarnougios ou Barnoukios, écrite par l'évêque monophysite Jean Rufus, qui lui succéda sur le siège de Maiouma, donne de nombreux détails sur sa famille:

« Le père du bienheureux Pierre était Bosmarios (Buz-Mihr), roi des Ibères et le père de son père s’appelait également Bosmarios (Buz-Mihr). Sa mère était Bakourdoukht et son grand-père maternel était le grand Bacurius (Bakour). Sa grand-mère paternelle était Osdoukht dont le frère Pharasmanès jouissait d’une grande faveur auprès d’Arcadius, empereur des  Romains et occupait le rang de général dans l’armée et une position d’une distinction suprême, par la suite néanmoins les intrigues d’Eudoxia, femme d’Arcadius l’obligèrent à chercher refuge dans la fuite. Retournant dans sa patrie il devient roi des Ibères[…]. Le frère du grand Bacurius était le bienheureux Archilios (Arc’il) qui régna en même temps que Bacurius et Bosmarius selon la coutume de la maison royale d’Ibérie. Il vécut dans un grand âge et finit sa vie dans la chasteté et la piété. Le bienheureux Pierre n’avait pas de frère de sang. Il avait une demi-sœur du côté paternel née d’une concubine et nommée Bosmisparia. »

Cyrille Toumanoff estime que ce « Grand Bacurius Ier » (vers 394 - ap. 430) ex comes domesticorum n’était pas un « roi d’Ibérie » mais un vitaxe (vice-roi) de Gogarène.

### Tradition géorgienne
Selon la tradition géorgienne, issue de Léonti Mroveli ou de ses sources, Mourvanos, le futur  « Pierre l’Ibère » serait le fils du roi Varaz-Bakour II d'Ibérie.

### Proposition d'identification avec lePseudo-Denys l'Aréopagite
Cette thèse d'Ernest Honigmann (1952) a été reprise par M. van Esbroeck:
- « Peter the Iberian and Dionysius the Areopagite: Honigmann’s thesis revisited »« », Orientalia Christiana Periodica, 59 (1993), pp. 217-227
- « Pierre l’Ibère et Denys l’Aréopagite », dans Elguja Khintibidze (ed.), Proceedings of the Second International Symposium in Kartvelian Studies (Tbilisi: Tbilisi University Press, 1994), pp. 167-177 (en géo.)
- « L’opposition entre Pierre l’Ibère et Pierre le Foulon (482-491) », Caucasica. The Journal of Caucasian Studies [Tbilissi] 1 (1998), pp. 60-67